# Andrea Bezděková
Andrea Bezděková (* 8. února 1995 Náchod) je česká modelka. V roce 2016 zvítězila v soutěži Česká Miss a reprezentovala Českou republiku na Miss Universe na Filipínách. Ve stejném roce (po výhře v soutěži Miss) se po dvouletém vztahu rozešla s přítelem Martinem Švachem. Od roku 2021 byla ve vztahu s hercem Markem Lamborou, vztah ale téhož roku skončil.
V roce 2023 se zúčastnila reality show Survivor vysílané na TV Nova, kde obsadila 7. místo. V roce 2024 se zúčastnila 1. řady detektivní hry Zrádci. Její matka pracuje na úřadu práce.